# Trente-septième district congressionnel de Californie
Le 37e district congressionnel de Californie est un district de l'État de Californie basé dans le Comté de Los Angeles. Il comprend de nombreux quartiers à l'ouest et au sud-ouest du centre-ville de Los Angeles.
Le district comprend :
- Culver City

- Inglewood

- les quartiers de la ville de Los Angeles de Mid City, West Los Angeles, Westwood, Century City, Rancho Park, Palms, Mar Vista, Del Rey, Sawtelle, Beverlywood, View Park-Windsor Hills, Cheviot Hills, Pico-Robertson, Exposition Park, University Park, Vermont Knolls, West Adams, Leimert Park, Jefferson Park, Vermont Square, Ladera Heights, Hyde Park, Crenshaw et Baldwin Hills.

Le quartier est très diversifié sur le plan ethnique. Environ 40% des habitants du district sont Hispaniques, tandis que les Afro-Américains et les Blancs représentent près d'un quart chacun.
Le district est actuellement représenté par la démocrate Sydney Kamlager-Dove.
Le 37e district congressionnel de Californie est un district de l'État américain de Californie, basé dans le Comté de Los Angeles. Il comprend de nombreux quartiers à l'ouest et au sud-ouest du centre-ville de Los Angeles.
Le quartier comprend
- Culver City

- Ladera Heights

- View Point-Windsor Hills

- les quartiers de Los Angeles de Mid City, Century City, Beverlywood, View Park-Windsor Hills, South Robertson, Exposition Park, University Park, Vermont Knolls, West Adams, Leimert Park, Jefferson Park, Vermont Square, Ladera Heights, Hyde Park , Crenshaw et Baldwin Hills.

Le quartier est très diversifié sur le plan ethnique. Environ 40 % des habitants du district sont hispaniques, tandis que les Afro-Américains et les Blancs représentent chacun près d'un quart.
Le district est actuellement représenté par le Démocrate Sydney Kamlager-Dove ; elle a été élue au siège lors des élections de mi-mandat de 2022 et a pris ses fonctions le 3 janvier 2023.

## Géographie
| #  | Comté       | Siège       | Population |
| -- | ----------- | ----------- | ---------- |
| 37 | Los Angeles | Los Angeles | 9 663 345  |

Depuis le redécoupage de 2020, le 37e district congressionnel de Californie est situé dans la région du sud de Los Angeles.
Le Comté de Los Angeles est divisé entre ce district, le 30e district, le 34e district, le 36e district, le 42e district et le 43e district. Les 37e, 30e et 36e sont divisés par Phyllis Ave, N Doheny Dr, N Oakhurst Dr, Burton Way, N Robertson Blvd, 8733 Clifton Way-201 S Le Doux Rd, N San Vicente Blvd, La Cienga Park, S Le Doux Rd , Gregory Way, S Robertson Blvd, Whitworth Dr, Beverly Green Dr, 1271 Beverly Green Dr-1333 Beverly Green Dr, Heath Ave, S Moreno Dr, Highway 2, Century Park W, W Pico Blvd, Patricia Ave, Lorenzo Pl, Monte Mar Dr, Beverwill Dr, Castle Heights Ave, Club Dr, McConnell Dr, National Blvd, Palms Blvd, Overland Ave, Venice Blvd, Highway 405, W Havelock Ave, S St Nicholas Ave, Ballona Creek et Centinela Creek Channel.
Les 37e, 34e et 42e sont séparés par Crenshaw Blvd, W Pico Blvd, S Normandie Ave, Highway 10, Harbor Freeway, E 7th St, S Alameda St, S Alameda St, E Slauson Ave, S Central Ave, Firestone Blvd-E 90 St.
Les 37e et 43e sont divisés par E 91st St, McKinley Ave, E 88th Pl, Avalon Blvd, E Manchester Ave, S Normandie Ave, W 94th Pl, S Halldale Ave, W Century Blvd, La Salle Ave/S Denker Ave, W 104th St, S Western Ave, W 108th St, S Gramercy Pl, S Van Ness Ave, W 76th St, 8th Ave, W 79th St, S Victoria Ave, W 74th St, West Blvd, W 64th St, S La Brea Ave, 6231 S La Brea Ave-Flight Ave, W 64th St, 6404 S Springpark Ave-W Fairview Blvd, and W Centinela Ave.
Le 37e district englobe la ville de Culver City et les quartiers de Los Angeles de Jefferson Park, Hyde Park, Ladera, South Robertson, Crestview, Mid-City, Downtown Los Angeles, West Adams, South Langeles, Crenshaw, Leimert Park, Baldwin Hills, des parties de Carthay, une partie d'Arlington Heights, la partie nord de Century City et la census-designated place de Ladera Heights et View Park-Windsor Hills.

### Villes et CDP de 10 000 personnes ou plus
- Los Angeles - 3 898 747
- Culver City - 40 779
- View Park-Windsor Hills - 11 419

### Villes de 2500 à 10 000 personnes
- Ladera Heights - 6654

## Historique de vote
| Année | Poste               | Résultats                     |
| ----- | ------------------- | ----------------------------- |
| 1990  | Gouverneur          | Wilson 58,4% - 36,5%          |
| 1992  | Président           | Clinton 73,8% - 15,7%         |
| 1992  | Sénateur            | Boxer 70,9% - 21,4%           |
| 1992  | Sénateur (Spéciale) | Feinstein 75,7% - 17,7%       |
| 1994  | Gouverneur          | Brown (en) 64,3% - 31,8%      |
| 1994  | Sénateur            | Feinstein 66,6% - 24,4%       |
| 1996  | Président           | Clinton 81,5% - 12,7%         |
| 1998  | Gouverneur          | Davis 84,2% - 13,1%           |
| 1998  | Sénateur            | Boxer 80,7% – 16,0%           |
| 2000  | Président           | Gore 82,8% - 14,8%            |
| 2000  | Sénateur            | Feinstein 82,8% - 11,8%       |
| 2002  | Gouverneur          | Davis 67,7% - 23,6%           |
| 2003  | Rappel,             | Non 59,3 % - 40,7 %           |
| 2003  | Rappel,             | Bustamante (en) 44,3% - 36,7% |
| 2004  | Président           | Kerry 73,5% - 25,2%           |
| 2004  | Sénateur            | Boxer 76,3% - 18,1%           |
| 2006  | Gouverneur          | Angelides (en) 60,6% - 33,9%  |
| 2006  | Sénateur            | Feinstein 76,6% - 18,0%       |
| 2008  | Président           | Obama 79,6% - 18,7%           |
| 2010  | Gouverneur          | Brown 74,1% - 20,3%           |
| 2010  | Sénateur            | Boxer 73,7% - 20,5%           |
| 2012  | Président           | Obama 84,9% - 12,7%           |
| 2012  | Sénateur            | Feinstein 86,1% – 13,9%       |
| 2014  | Gouverneur          | Brown 84,3% – 15,7%           |
| 2016  | Président           | Clinton 85,7% - 9,6%          |
| 2016  | Sénateur            | Harris 74,3% – 25,7%          |
| 2018  | Gouverneur          | Newsom 86,3% – 13,7%          |
| 2018  | Sénateur            | Feinstein 53,7% – 46,3%       |
| 2020  | Président           | Biden 84,3% - 13,8%           |
| 2021  | Rappel              | Non 85,6 % - 14,4 %           |

## Liste des représentants du district
| Membre                           | Parti       | Années                            | Congrès     | Histoire électorale | Zone géographique                                        |
| -------------------------------- | ----------- | --------------------------------- | ----------- | --- | -------------------------------------------------------- |
| District créée le 3 janvier 1963 |             |                                   |             | |                                                          |
| Lionel Van Deerlin (en)          | Démocrate   | 3 janvier 1963 - 3 janvier 1973   | 88e - 92e   | Élu en 1962. Réélu en 1964. Réélu en 1966. Réélu en 1968. Réélu en 1970. Redécoupage vers le 41e district.                                                              | 1963–1969 San Diego (Ville de San Diego)                 |
| Lionel Van Deerlin (en)          | Démocrate   | 3 janvier 1963 - 3 janvier 1973   | 88e - 92e   | Élu en 1962. Réélu en 1964. Réélu en 1966. Réélu en 1968. Réélu en 1970. Redécoupage vers le 41e district.                                                              | 1969–1973 San Diego (Partie Est/Sud)                     |
| Yvonne Brathwaite Burke          | Démocrate   | 3 janvier 1973 - 3 janvier 1975   | 93e         | Élue en 1972. Redécoupage vers le 28e district. | 1973–1975 Los Angeles                                    |
| Jerry Pettis (en)                | Républicain | 3 janvier 1975 - 14 février 1975  | 94e         | Redécoupage depuis le 33e district. Élu en 1974. Décès. | 1975–1983 Riverside, San Bernardino                      |
| Vacant                           | Vacant      | 14 février 1975 - 29 avril 1975   | 94e         | | 1975–1983 Riverside, San Bernardino                      |
| David Dreier (en)                | Républicain | 29 avril 1975 - 3 janvier 1979    | 94e, 95e    | Élue pour terminer le mandat de Petti. Réélue en 1976. Retrait. | 1975–1983 Riverside, San Bernardino                      |
| Jerry Lewis                      | Républicain | 3 janvier 1979 - 3 janvier 1983   | 96e, 97e    | Élu en 1978. Réélu en 1980. Redécoupage vers le 35e district. | 1975–1983 Riverside, San Bernardino                      |
| Al McCandless (en)               | Républicain | 3 janvier 1983 - 3 janvier 1993   | 98e - 102e  | Élu en 1982. Réélu en 1984. Réélu en 1986. Réélu en 1988. Réélu en 1990. Redécoupage vers le 44e                                                                        | 1983–1993 Riverside                                      |
| Walter Tucker III (en)           | Démocrate   | 3 janvier 1993 - 15 décembre 1995 | 103e, 104e  | Élu en 1992. Réélu en 1994. Démissionne | 1993–2003 Los Angeles (Compton, Carson, Long Beach)      |
| Vacant                           | Vacant      | 15 décembre 1995 - 26 mars 1996   | 104e        | | 1993–2003 Los Angeles (Compton, Carson, Long Beach)      |
| Juanita Millender-McDonald (en)  | Démocrate   | 26 mars 1996 - 22 avril 2007      | 104e - 110e | Élue pour terminer le mandat de Tucker. Réélue en 1996. Réélue en 1998. Réélue en 2000. Réélue en 2002. Réélue en 2004. Réélue en 2006. Décès.                          | 1993–2003 Los Angeles (Compton, Carson, Long Beach)      |
| Juanita Millender-McDonald (en)  | Démocrate   | 26 mars 1996 - 22 avril 2007      | 104e - 110e | Élue pour terminer le mandat de Tucker. Réélue en 1996. Réélue en 1998. Réélue en 2000. Réélue en 2002. Réélue en 2004. Réélue en 2006. Décès.                          | 2003–2013 Los Angeles (Compton, Carson, Long Beach)      |
| Vacant                           | Vacant      | 22 avril 2007 - 21 août 2007      | 110e        | |                                                          |
| Laura Richardson (en)            | Démocrate   | 21 août 2007 - 3 janvier 2013     | 110e - 112e | Élue pour terminer le mandat de McDonald. Réélue en 2008. Réélue en 2010. Redécoupage vers le 44e district et perds sa réélection.                                      |                                                          |
| Karen Bass                       | Démocrate   | 3 janvier 2013 - 9 décembre 2022  | 113e - 117e | Redécoupage depuis le 33e district et réélue en 2012. Réélu en 2014. Réélu en 2016. Réélu en 2018. Réélu en 2020. Retrait pour se présenter comme Maire de Los Angeles. | 2013–2023 West Los Angeles (Crenshaw et Culver City)     |
| Sydney Kamlager-Dove             | Démocrate   | 3 janvier 2023 - en cours         | 118e - 119e | Élue en 2022. Réélue en 2024. | 2023–en cours West Los Angeles (Crenshaw et Culver City) |

## Résultats des récentes élections
Voici le résultat des dix précédents cycles électoraux dans le district.

### 2004
| Élection de 2004 du 37e district congressionnel de Californie | Élection de 2004 du 37e district congressionnel de Californie | Élection de 2004 du 37e district congressionnel de Californie | Élection de 2004 du 37e district congressionnel de Californie | Élection de 2004 du 37e district congressionnel de Californie |
| ------------------------------------------------------------- | ------------------------------------------------------------- | ------------------------------------------------------------- | ------------------------------------------------------------- | ------------------------------------------------------------- |
| Parti                                                         | Parti                                                         | Candidat                                                      | Votes                                                         | %                                                             |
|                                                               | Démocrate                                                     | Juanita Millender-McDonald (en) (sortante)                    | 118 823                                                       | 75,1                                                          |
|                                                               | Républicain                                                   | Vernon Van                                                    | 31 960                                                        | 20,2                                                          |
|                                                               | Libertarien                                                   | Herb Peters                                                   | 7535                                                          | 4,7                                                           |
| Total des votes                                               | Total des votes                                               | Total des votes                                               | 158 318                                                       | 100%                                                          |
|                                                               | Les Démocrates conservent                                     |                                                               |                                                               |                                                               |

### 2006
| Élection de 2006 du 37e district congressionnel de Californie | Élection de 2006 du 37e district congressionnel de Californie | Élection de 2006 du 37e district congressionnel de Californie | Élection de 2006 du 37e district congressionnel de Californie | Élection de 2006 du 37e district congressionnel de Californie |
| ------------------------------------------------------------- | ------------------------------------------------------------- | ------------------------------------------------------------- | ------------------------------------------------------------- | ------------------------------------------------------------- |
| Parti                                                         | Parti                                                         | Candidat                                                      | Votes                                                         | %                                                             |
|                                                               | Démocrate                                                     | Juanita Millender-McDonald (en) (sortante)                    | 80 716                                                        | 82,4                                                          |
|                                                               | Libertarien                                                   | Herb Peters                                                   | 17 246                                                        | 17,6                                                          |
| Total des votes                                               | Total des votes                                               | Total des votes                                               | 97 962                                                        | 100%                                                          |
|                                                               | Les Démocrates conservent                                     |                                                               |                                                               |                                                               |

### 2007 (Spéciale)
| Élection Spéciale de 2007 du 37e district congressionnel de Californie | Élection Spéciale de 2007 du 37e district congressionnel de Californie | Élection Spéciale de 2007 du 37e district congressionnel de Californie | Élection Spéciale de 2007 du 37e district congressionnel de Californie | Élection Spéciale de 2007 du 37e district congressionnel de Californie |
| ---------------------------------------------------------------------- | ---------------------------------------------------------------------- | ---------------------------------------------------------------------- | ---------------------------------------------------------------------- | ---------------------------------------------------------------------- |
| Parti                                                                  | Parti                                                                  | Candidat                                                               | Votes                                                                  | %                                                                      |
|                                                                        | Démocrate                                                              | Laura Richardson (en)                                                  | 15 559                                                                 | 67,0                                                                   |
|                                                                        | Républicain                                                            | John Kanaley                                                           | 5837                                                                   | 25,2                                                                   |
|                                                                        | Vert                                                                   | Daniel Brezenoff                                                       | 1274                                                                   | 5,5                                                                    |
|                                                                        | Libertarien                                                            | Herb Peters                                                            | 538                                                                    | 2,3                                                                    |
|                                                                        | Indépendant                                                            | Lee Davis (write-in)                                                   | 12                                                                     | 0,0                                                                    |
|                                                                        | Indépendant                                                            | Christopher Remple (write-in)                                          | 1                                                                      | 0,0                                                                    |
| Total des votes                                                        | Total des votes                                                        | Total des votes                                                        | 23 221                                                                 | 100%                                                                   |
|                                                                        | Les Démocrates conservent                                              |                                                                        |                                                                        |                                                                        |

### 2008
| Élection de 2008 du 37e district congressionnel de Californie | Élection de 2008 du 37e district congressionnel de Californie | Élection de 2008 du 37e district congressionnel de Californie | Élection de 2008 du 37e district congressionnel de Californie | Élection de 2008 du 37e district congressionnel de Californie |
| ------------------------------------------------------------- | ------------------------------------------------------------- | ------------------------------------------------------------- | ------------------------------------------------------------- | ------------------------------------------------------------- |
| Parti                                                         | Parti                                                         | Candidat                                                      | Votes                                                         | %                                                             |
|                                                               | Démocrate                                                     | Laura Richardson (en) (sortante)                              | 131 342                                                       | 74,9                                                          |
|                                                               | Indépendant                                                   | Nick Dibs                                                     | 42 774                                                        | 25,1                                                          |
| Total des votes                                               | Total des votes                                               | Total des votes                                               | 175 252                                                       | 100%                                                          |
|                                                               | Les Démocrates conservent                                     |                                                               |                                                               |                                                               |

### 2010
| Élection de 2010 du 37e district congressionnel de Californie | Élection de 2010 du 37e district congressionnel de Californie | Élection de 2010 du 37e district congressionnel de Californie | Élection de 2010 du 37e district congressionnel de Californie | Élection de 2010 du 37e district congressionnel de Californie |
| ------------------------------------------------------------- | ------------------------------------------------------------- | ------------------------------------------------------------- | ------------------------------------------------------------- | ------------------------------------------------------------- |
| Parti                                                         | Parti                                                         | Candidat                                                      | Votes                                                         | %                                                             |
|                                                               | Démocrate                                                     | Laura Richardson (en) (sortante)                              | 85 799                                                        | 68,4                                                          |
|                                                               | Républicain                                                   | Star Parker                                                   | 29 159                                                        | 23,2                                                          |
|                                                               | Indépendant                                                   | Nicholas Dibs                                                 | 10 560                                                        | 8,4                                                           |
| Total des votes                                               | Total des votes                                               | Total des votes                                               | 125 518                                                       | 100%                                                          |
|                                                               | Les Démocrates conservent                                     |                                                               |                                                               |                                                               |

### 2012
| Élection de 2012 du 37e district congressionnel de Californie | Élection de 2012 du 37e district congressionnel de Californie | Élection de 2012 du 37e district congressionnel de Californie | Élection de 2012 du 37e district congressionnel de Californie | Élection de 2012 du 37e district congressionnel de Californie |
| ------------------------------------------------------------- | ------------------------------------------------------------- | ------------------------------------------------------------- | ------------------------------------------------------------- | ------------------------------------------------------------- |
| Parti                                                         | Parti                                                         | Candidat                                                      | Votes                                                         | %                                                             |
|                                                               | Démocrate                                                     | Karen Bass (sortante)                                         | 207 039                                                       | 86,4                                                          |
|                                                               | Républicain                                                   | Morgan Osborne                                                | 32 541                                                        | 13,6                                                          |
| Total des votes                                               | Total des votes                                               | Total des votes                                               | 239 580                                                       | 100%                                                          |
|                                                               | Les Démocrates conservent                                     |                                                               |                                                               |                                                               |

### 2014
| Élection de 2014 du 37e district congressionnel de Californie | Élection de 2014 du 37e district congressionnel de Californie | Élection de 2014 du 37e district congressionnel de Californie | Élection de 2014 du 37e district congressionnel de Californie | Élection de 2014 du 37e district congressionnel de Californie |
| ------------------------------------------------------------- | ------------------------------------------------------------- | ------------------------------------------------------------- | ------------------------------------------------------------- | ------------------------------------------------------------- |
| Parti                                                         | Parti                                                         | Candidat                                                      | Votes                                                         | %                                                             |
|                                                               | Démocrate                                                     | Karen Bass (sortante)                                         | 96 787                                                        | 84,3                                                          |
|                                                               | Républicain                                                   | R. Adam King                                                  | 18 051                                                        | 15,7                                                          |
| Total des votes                                               | Total des votes                                               | Total des votes                                               | 114 838                                                       | 100%                                                          |
|                                                               | Les Démocrates conservent                                     |                                                               |                                                               |                                                               |

### 2016
| Élection de 2016 du 37e district congressionnel de Californie | Élection de 2016 du 37e district congressionnel de Californie | Élection de 2016 du 37e district congressionnel de Californie | Élection de 2016 du 37e district congressionnel de Californie | Élection de 2016 du 37e district congressionnel de Californie |
| ------------------------------------------------------------- | ------------------------------------------------------------- | ------------------------------------------------------------- | ------------------------------------------------------------- | ------------------------------------------------------------- |
| Parti                                                         | Parti                                                         | Candidat                                                      | Votes                                                         | %                                                             |
|                                                               | Démocrate                                                     | Karen Bass (sortante)                                         | 192 490                                                       | 81,1                                                          |
|                                                               | Démocrate                                                     | Chris Blake Wiggins                                           | 44 782                                                        | 18,9                                                          |
| Total des votes                                               | Total des votes                                               | Total des votes                                               | 237 272                                                       | 100%                                                          |
|                                                               | Les Démocrates conservent                                     |                                                               |                                                               |                                                               |

### 2018
| Élection de 2018 du 37e district congressionnel de Californie | Élection de 2018 du 37e district congressionnel de Californie | Élection de 2018 du 37e district congressionnel de Californie | Élection de 2018 du 37e district congressionnel de Californie | Élection de 2018 du 37e district congressionnel de Californie |
| ------------------------------------------------------------- | ------------------------------------------------------------- | ------------------------------------------------------------- | ------------------------------------------------------------- | ------------------------------------------------------------- |
| Parti                                                         | Parti                                                         | Candidat                                                      | Votes                                                         | %                                                             |
|                                                               | Démocrate                                                     | Karen Bass (sortante)                                         | 210 555                                                       | 89,1                                                          |
|                                                               | Républicain                                                   | Ron J. Bassilian                                              | 25 823                                                        | 10,9                                                          |
| Total des votes                                               | Total des votes                                               | Total des votes                                               | 236 378                                                       | 100%                                                          |
|                                                               | Les Démocrates conservent                                     |                                                               |                                                               |                                                               |

### 2020
| Élection de 2020 du 37e district congressionnel de Californie | Élection de 2020 du 37e district congressionnel de Californie | Élection de 2020 du 37e district congressionnel de Californie | Élection de 2020 du 37e district congressionnel de Californie | Élection de 2020 du 37e district congressionnel de Californie |
| ------------------------------------------------------------- | ------------------------------------------------------------- | ------------------------------------------------------------- | ------------------------------------------------------------- | ------------------------------------------------------------- |
| Parti                                                         | Parti                                                         | Candidat                                                      | Votes                                                         | %                                                             |
|                                                               | Démocrate                                                     | Karen Bass (sortante)                                         | 254 916                                                       | 85,9                                                          |
|                                                               | Républicain                                                   | R. Adam King                                                  | 41 705                                                        | 14,1                                                          |
| Total des votes                                               | Total des votes                                               | Total des votes                                               | 296 621                                                       | 100%                                                          |
|                                                               | Les Démocrates conservent                                     |                                                               |                                                               |                                                               |

### 2022
La Californie a tenu sa Primaire Jungle le 7 juin 2022, selon ce système de Primaire, tous les candidats sont sur le même bulletin de vote, et les deux arrivés en tête s'affronteront le jour de l'Élection Générale, à savoir le 8 novembre 2022.
| Primaire Jungle 2022 du 37e district congressionnel de Californie | Primaire Jungle 2022 du 37e district congressionnel de Californie | Primaire Jungle 2022 du 37e district congressionnel de Californie | Primaire Jungle 2022 du 37e district congressionnel de Californie | Primaire Jungle 2022 du 37e district congressionnel de Californie |
| ----------------------------------------------------------------- | ----------------------------------------------------------------- | ----------------------------------------------------------------- | ----------------------------------------------------------------- | ----------------------------------------------------------------- |
| Parti                                                             | Parti                                                             | Candidat                                                          | Votes                                                             | %                                                                 |
|                                                                   | Démocrate                                                         | Sydney Kamlager                                                   | 42 628                                                            | 43,7                                                              |
|                                                                   | Démocrate                                                         | Jan Perry (en)                                                    | 17 993                                                            | 18,5                                                              |
|                                                                   | Démocrate                                                         | Daniel Lee                                                        | 17 414                                                            | 17,9                                                              |
|                                                                   | Démocrate                                                         | Sandra Mendoza                                                    | 8017                                                              | 8,2                                                               |
|                                                                   | Républicain                                                       | Chris Champion                                                    | 5469                                                              | 5,6                                                               |
|                                                                   | Républicain                                                       | Baltazar Fedalizo                                                 | 3520                                                              | 3,6                                                               |
|                                                                   | Démocrate                                                         | Michael Shure                                                     | 2469                                                              | 2,5                                                               |

| Élection de 2022 du 37e district congressionnel de Californie | Élection de 2022 du 37e district congressionnel de Californie | Élection de 2022 du 37e district congressionnel de Californie | Élection de 2022 du 37e district congressionnel de Californie | Élection de 2022 du 37e district congressionnel de Californie |
| ------------------------------------------------------------- | ------------------------------------------------------------- | ------------------------------------------------------------- | ------------------------------------------------------------- | ------------------------------------------------------------- |
| Parti                                                         | Parti                                                         | Candidat                                                      | Votes                                                         | %                                                             |
|                                                               | Démocrate                                                     | Sydney Kamlager-Dove                                          | 84 338                                                        | 64,0                                                          |
|                                                               | Démocrate                                                     | Jan Perry                                                     | 47 542                                                        | 36,0                                                          |
| Total des votes                                               | Total des votes                                               | Total des votes                                               | 131 880                                                       | 100%                                                          |
|                                                               | Les Démocrates conservent                                     |                                                               |                                                               |                                                               |

### 2024
La Californie a tenu sa Primaire Jungle le 5 mars 2024, selon ce système de Primaire, tous les candidats sont sur le même bulletin de vote, et les deux arrivés en tête s'affronteront le jour de l'Élection Générale, à savoir le 5 novembre 2024.
| Primaire Jungle 2024 du 37e district congressionnel de Californie | Primaire Jungle 2024 du 37e district congressionnel de Californie | Primaire Jungle 2024 du 37e district congressionnel de Californie | Primaire Jungle 2024 du 37e district congressionnel de Californie | Primaire Jungle 2024 du 37e district congressionnel de Californie |
| ----------------------------------------------------------------- | ----------------------------------------------------------------- | ----------------------------------------------------------------- | ----------------------------------------------------------------- | ----------------------------------------------------------------- |
| Parti                                                             | Parti                                                             | Candidat                                                          | Votes                                                             | %                                                                 |
|                                                                   | Démocrate                                                         | Sydney Kamlager-Dove                                              | 62 413                                                            | 72,4                                                              |
|                                                                   | Indépendant                                                       | Juan Rey                                                          | 8917                                                              | 10,3                                                              |
|                                                                   | Démocrate                                                         | Adam Carmichael                                                   | 7520                                                              | 8,7                                                               |
|                                                                   | Paix et Liberté                                                   | John Parker                                                       | 7316                                                              | 8,5                                                               |

| Élection de 2024 du 37e district congressionnel de Californie | Élection de 2024 du 37e district congressionnel de Californie | Élection de 2024 du 37e district congressionnel de Californie | Élection de 2024 du 37e district congressionnel de Californie | Élection de 2024 du 37e district congressionnel de Californie |
| ------------------------------------------------------------- | ------------------------------------------------------------- | ------------------------------------------------------------- | ------------------------------------------------------------- | ------------------------------------------------------------- |
| Parti                                                         | Parti                                                         | Candidat                                                      | Votes                                                         | %                                                             |
|                                                               | Démocrate                                                     | Sydney Kamlager-Dove                                          | 160 364                                                       | 78,3                                                          |
|                                                               | Indépendant                                                   | Juan Rey                                                      | 44 450                                                        | 21,7                                                          |
| Total des votes                                               | Total des votes                                               | Total des votes                                               | 204 814                                                       | 100%                                                          |
|                                                               | Les Démocrates conservent                                     |                                                               |                                                               |                                                               |

## Frontières historique du district
De 2003 à 2013, le district se composait du centre du Comté de Los Angeles, de Compton à Long Beach. En raison du redécoupage après le recensement des États-Unis de 2010, le district s'est déplacé vers le nord-ouest dans le Comté de Los Angeles et comprend Culver City et Inglewood.